# Ganma
Ganma (kinesiska: 赣马, 赣马镇) är en köping i Kina. Den ligger i provinsen Jiangsu, i den östra delen av landet, omkring 310 kilometer norr om provinshuvudstaden Nanjing. Antalet invånare är 70575. Befolkningen består av 835 487 kvinnor och 35 088 män. Barn under 15 år utgör 19,0 %, vuxna 15-64 år 70 %, och äldre över 65 år 10,0 %.
Genomsnittlig årsnederbörd är 1 098 millimeter. Den regnigaste månaden är juli, med i genomsnitt 341 mm nederbörd, och den torraste är januari, med 10 mm nederbörd.